# Anna van der Heide
Anna van der Heide, née en 1978 à Rotterdam, est une réalisatrice et scénariste néerlandaise.

## Filmographie

### Comme réalisatrice
- 2007 : Missiepoo16[2]
- 2012 : Man in Pak[3]
- 2012 : Fidgety Bram[4]
- 2016 : Meester Kikker[5]

### Comme scénariste
- 2010 : Secret Letters de Simone van Dusseldorp[6]